# 国際連合安全保障理事会決議57
国際連合安全保障理事会決議57（こくさいれんごうあんぜんほしょうりじかいけつぎ57、英: United Nations Security Council Resolution 57, UNSCR57）は、1948年9月18日に国際連合安全保障理事会で全会一致で採択された決議。パレスチナ情勢、およびエルサレムにおけるフォルケ・ベルナドッテの死に関連したものである。

## 内容
決議の前日にあったパレスチナにおける国際連合調停官（Mediator）フォルケ・ベルナドッテ伯爵の武装シオニストの過激派分子・レヒ（正式名称は「イスラエル解放戦士団」）による死に衝撃を受けた理事会は、トリグブ・リー事務総長に対し、国際連合の旗を3日間半旗にするよう要請し、事務総長がベルナドッテの暗殺に関連するすべての費用を業務資金基金（Working Capital Fund）から調達し、その葬儀に際しては大統領が任命した人物が代理を務めることを許可した。
以下はその和訳。
安全保障理事会は、
国際連合代表が聖地で平和を求める任務を遂行していた際に、エルサレムでテロリストの犯罪集団によって行われたと思われる卑劣な行為の結果として生じた、パレスチナにおける国際連合の調停官であるフォルケ・ベルナドッテ伯爵の悲劇的な死に深い衝撃を受け、
以下のことを決議する。
1. 国際連合の旗を3日間半旗にすることを事務総長に要請する。
2. 事務総長に対し、国際連合調停官の死去と埋葬に伴うすべての費用を業務資金基金（Working Capital Fund）から支出する権限を与える。
3. 大統領または大統領が任命した人物が埋葬の際に代表する。